# Kikimimi
Kikimimi, live in Japan, is het livealbum van de band England uit de jaren 70 van de 20e eeuw.
Nadat England twee studioalbums heeft opgenomen, is het lange tijd stil rond de band. In juli 2006 wordt er een kleine tournee door Japan georganiseerd, waarvan deze cd (in 2007 alleen Japanse persing verkrijgbaar) de weergave is.

## Musici
- Robert Webb: toetsen, zang, gitaar;
- Martin Henderson: basgitaar, zang;
- Alec Johnson: gitaar, zang;
- Steve Laffy: drums en percussie;
- Maggie Alexander: zang, toetsen.

## Tracks
1. Midnight madness;
2. Three piece suite;
3. Paraffinalea
4. Yellow;
5. Poisoned Youth;
6. Nanogram;
7. Open Up;
8. The Imperial Hotel.